# لغة زرمة
اللغة الزرمية لغة نيلية صحراوية يتكلمها أكثر من مليوني نيجري، و87،800 نيجيري و600 بركينابي.

## حواش
1. 1 2  zarma - Wolfram|Alpha نسخة محفوظة 05 مارس 2016 على موقع واي باك مشين.